# Louis-Marie de Mailly
Louis-Marie, comte de Mailly d'Haucourt, duc de Mailly, (28 novembre 1744, Mailly - 6 décembre 1792, Amiens), est un général et homme politique français.

## Biographie
Fils d'Augustin-Joseph de Mailly, commandant pour le Roi à Abbeville, lieutenant général du Roussillon, maréchal de France en 1783, et de sa deuxième épouse, Marie Michelle de Séricourt d'Esclainvilliers, il est issu d'une ancienne famille de la noblesse de Picardie, la Maison de Mailly.  
Il naît à Mailly Raineval le 28 novembre 1744 et y est ondoyé, dans la chapelle du château, le lendemain. Son baptême a lieu dans l'église proche de Sauvillers-Mongival, le 5 octobre 1745.  
En 1745, peu après sa naissance, il est présenté de minorité dans l'ordre de Saint-Jean de Jérusalem mais ne fera jamais ses vœux de chevalier, pour pouvoir se marier à l'âge de 18 ans. 
Il suit une carrière militaire. Vers 13 ou 14 ans, en 1757, il devient mousquetaire de la première compagnie. En 1762, il obtient la survivance du gouvernement d'Abbeville, dont est pourvu son père et devient capitaine lieutenant des gendarmes écossais avec rang de mestre de camp. En 1770, il est mestre de camp au régiment Royal-Pologne cavalerie et lieutenant général du Roussillon en survivance de son père. En 1771, il est fait chevalier de Saint Louis. 
Par brevet du 2 février 1777, il est fait duc de Mailly (à brevet). 
En 1780, il est promu colonel, brigadier de cavalerie, et en 1781 maréchal de camp.
Président de la noblesse du Bailliage de Péronne, il est élu, le 6 avril 1789,  par le Bailliage de Péronne, député de la Noblesse aux États généraux , avec Alexandre de Lameth, auquel il sera fréquemment opposé. 
Attaché à l'Ancien Régime, il siège avec la majorité de la chambre de la Noblesse hostile aux revendications du tiers état . Il s'oppose aux décisions de la majorité de l'Assemblée et donne finalement sa démission le 10 octobre 1789. 
Il est remplacé à l'Assemblée constituante par son suppléant, le marquis de Folleville.

### Mariage
Il épouse en 1762, à l'âge de 18 ans, Marie-Jeanne de Talleyrand-Périgord, dame du Palais, puis dame d'atours de la Reine Marie-Antoinette (Versailles, 4 août 1748 - 1792), fille de Gabriel-Marie de Talleyrand-Périgord, comte de Périgord, gouverneur et grand-bailli de Berry, gouverneur des villes de Bourges et d'Issoudun, menin du Dauphin, lieutenant général des armées du roi, gouverneur de Picardie, commandant en chef en Languedoc, et de la princesse Marie Françoise Marguerite de Talleyrand-Périgord. Tous deux ont deux enfants morts en bas âge et meurent eux-mêmes à quelques mois d'intervalle .   
Dont :  
- Marie Joséphine de Mailly (Paris, paroisse Saint-Sulpice, 14 novembre 1769 - ibid., 17 novembre 1769)
- Gabriel Marie de Mailly (Paris, paroisse Saint Sulpice, 22 février 1772 - ibid., 23 février 1774)

Après son décès, survenu à Amiens, le duc de Mailly est inhumé dans l'église de Folleville, avec sa mère .

## Pour approfondir